# Moere
Moere (antiguamente Mura en español) es un pueblo en Flandes Occidental (Bélgica). Forma parte del commune de Gistel. Moere es un pueblo muy tranquilo conocido por su carácter residencial.

## Hijos de Moere
Los habitantes más conocidos fueron:
- Alfons Vanhee, cura y amigo de Guido Gezelle, el famoso poeta flamenco
- El cantante estadounidense Marvin Gaye, que vivió aquí por unos meses. Aquí escribió su canción "Sexual Healing". Podemos ver todavía su espléndida casa en el barrio Moerdijk.

## Patrimonio
La torre de la iglesia de Moere data del siglo XIII. El resto data del siglo XIX y está en estilo neogótico. Las vistas en Moere son estupendas, es un pueblo muy conocido para andar e ir en bici. Hay casas muy bonitas y rústicas y hay también dos castillos. Cada año hay un festival llamado Rock Loere, muy conocido en los alrededores.
- Datos: Q2041206
- Multimedia: Moere / Q2041206